# Рой Блэк
Рой Блэк (нем. Roy Black), настоящее имя Герхард Хёллерих (нем. Gerhard Höllerich; 25 января 1943, Бобинген, Бавария — 9 октября 1991, Хельденштайн, Бавария) — немецкий эстрадный певец и актёр.

## Биография
Родился в семье Георга Хёллериха (1917—1990) и его жены Элизабет (1922—2013). В качестве высшего образования хотел изучать биологию, но затем по финансовым причинам решил изучать бизнес-администрирование, но обучение так и не закончил.
Своё сценическое имя Рой Блэк выбрал благодаря чёрным волосам (из-за них у него была кличка Блэкки) и имени своего кумира, американского певца Роя Орбисона.
В конце 1963 года он основал свою собственную группу, «Рой Блэк и его пушки» (Roy Black and his Cannons).
Первые два сингла «Sweet Baby mein» и «Darling my Love» не имели большого успеха, после этого Блэк стал петь без группы. Летом 1965 года его третий сингл «Ты не одна» (Du bist nicht allein) имел большой успех и занял 4-е место немецких хит-парадов.
В 1971 году Блэк спел дуэт с десятилетней Анитой Хегерланн «Прекрасно жить на этом свете» (Schön ist es auf der Welt zu sein), который стал международным хитом и занял шестое место в голландском Топ 40 и пользовался уникальным успехом в Дании, по итогам двух лет оказываясь там в тройке самых продаваемых синглов: 3 место в 1971 году и 2 место в 1972. По состоянию на январь 1973 года, в Дании он разошёлся уже в более чем 100 тысячах экземплярах.
Затем его успех начал ослабевать. В 1974 году он поменял продюсера, но хитов больше не было. Также в 1974 году, он женился на топ-модели Силке Вагтс (1945—2002). 1 августа 1976 года у них родился сын Торстен. Брак с Силке распался в 1985 году.
В 1989 году Блэк получил от немецкой телекомпании RTL Plus предложение для главной роли в сериале «Дворец у Вёртского озера» (Ein Schloß am Wörthersee), где он сыграл шефа отеля Ленни Бергера.

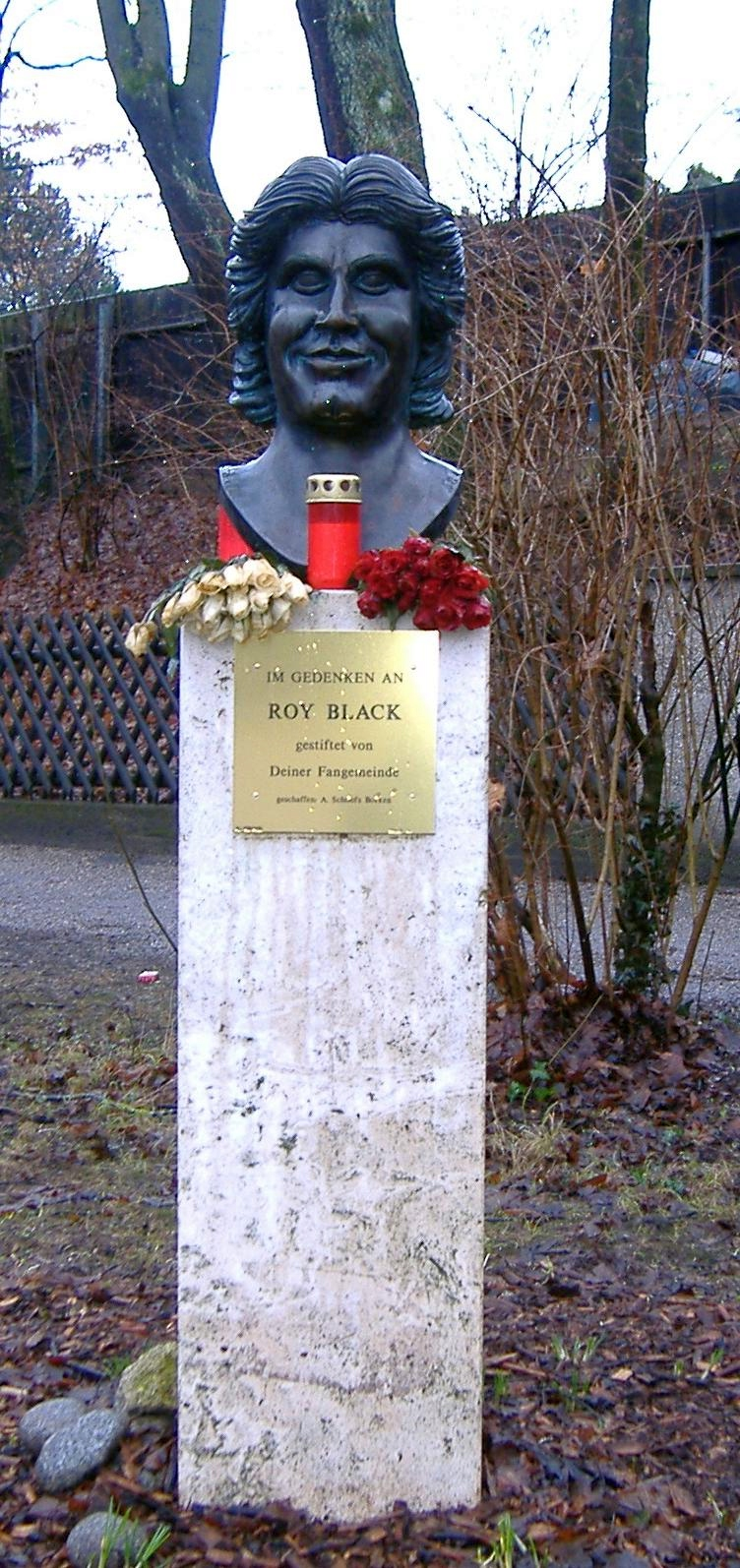
Стела в Аугсбурге на улице Рой-Блэк-Вег

2 мая 1990 года его отец Георг Хёллерихь покончил жизнь самоубийством. Год спустя, 14 сентября 1991 его новая подруга Кармен Бёнинг родила дочь Натали. Рой Блэк умер менее чем через месяц, 9 октября 1991, года от сердечной недостаточности.
До своей ранней смерти Рой Блэк продал около 25 миллионов пластинок и получил множество наград. Среди его успешных песен «Совершенно в Белом» (Ganz in Weiß), «Девочка Карина» (Das Mädchen Carina) и «Как звезда на горизонте» (Wie ein Stern am Horizont).

## Семья и личная жизнь
- Отец — Георг Хёллерихь (Georg Höllerich, 1917—1990, самоубийство)
- Мать — Элизабет (Elisabeth, 1922—2013)
- Первая жена — Силке Вагтс (Silke Vagts, 20 января 1945 — 16 января 2002, самоубийство)
  - Сын — Торстен (Torsten, род. 1 августа 1976)
- Вторая жена — Кармен Бёнинг (Carmen Böhning)
  - Дочь — Натали (Nathalie, род. 14 сентября 1991)

Первая жена певца Силке Вагтс в своей книге «Roy Black: Wie er wirklich war» описала мужа, как двуличного эгоцентрика: с одной стороны он был очень чуткий и любящий, с другой — у него не было тесного контакта со своими детьми, а в быту он был крайне далёк от своего сценического образа, но в то же время требовал от родных и друзей того же почтения, какое ему оказывала его аудитория.

## Дискография

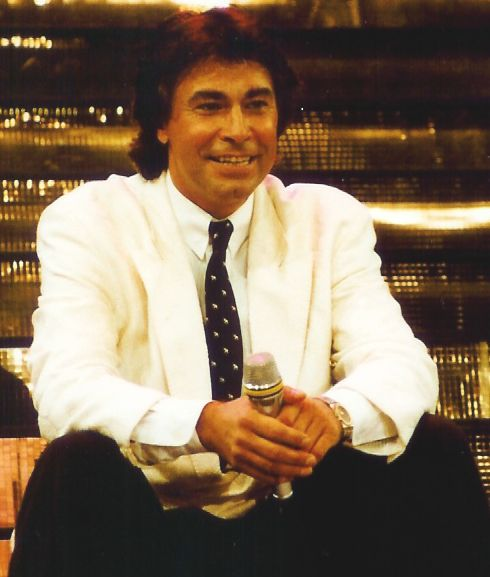
Рой Блэк (1989)

- 1964 — «Мой Sweet Baby» (Sweet Baby mein)
- 1965 — «Ты не одна» (Du bist nicht allein)
- 1966 — «Совершенно в Белом» (Ganz in Weiß)
- 1966 — «Спокойной ночи, любимая» (Good Night my Love)
- 1967 — «Спроси своё сердце» (Frag' nur dein Herz)
- 1968 — «Останься со мной» (Bleib bei mir)
- 1968 — «Я думаю о тебе» (Ich denk an dich)
- 1969 — «Девочка Карина» (Das Mädchen Carina)
- 1969 — «Твой лучший подарок» (Dein schönstes Geschenk)
- 1971 — «Прекрасно жить на этом свете» (Schön ist es auf der Welt zu sein) (с Анитой Хегерланн)
- 1971 — «Только для тебя» (Für dich allein)
- 1972 — «Я подарю тебе розу» (Eine Rose schenk ich dir)
- 1973 — «Аве Мария» (Ave Maria)
- 1974 — «Одиноко без тебя» (Einsam ohne dich)
- 1977 — «Песок в твоих глазах» (Sand in deinen Augen)
- 1985 — «Мона» (Mona)
- 1986 — «В Японии восходит солнце» (In Japan geht die Sonne auf)
- 1986 — «Безумие» (Wahnsinn)
- 1987 — «Приснилось» (Geträumt)
- 1989 — «Годы странствий» (Wanderjahre)
- 1991 — «Время роз» (Rosenzeit)

## Фильмография
- 1968 — «Рай ловких грешников» (Das Paradies der flotten Sünder)
- 1968 — «Беда с учителями» (Immer Ärger mit den Paukern)
- 1969 — «Например, Рой Блэк» (Zum Beispiel Roy Black), документальный фильм
- 1969 — «Наш доктор лучший» (Unser Doktor ist der Beste)
- 1969 — «Помогите, я люблю близнецов» (Hilfe, ich liebe Zwillinge)
- 1970 — «Если ты со мной» (Wenn du bei mir bist)
- 1971 — «Тот, кто смеется последним, смеется лучше» (Wer zuletzt lacht, lacht am besten)
- 1971 — «Если моя любимая играет на литаврах» (Wenn mein Schätzchen auf die Pauke haut)
- 1971 — «Священник закрывает на это глаза» (Hochwürden drückt ein Auge zu)
- 1972 — «Педиатр доктор Весёлый» (Kinderarzt Dr. Fröhlich)
- 1972 — «Зелёная пустошь» (Grün ist die Heide)
- 1973 — «Старый катер и молодая любовь» (Alter Kahn und junge Liebe)
- 1974 — «Поездка в Шварцвальд из-за любовной тоски» (Schwarzwaldfahrt aus Liebeskummer)
- 1989—1991 — «Дворец у Вёртского озера» (Ein Schloß am Wörthersee)